# Pediobius oviventris
Pediobius oviventris är en stekelart som beskrevs av Boucek 1965. Pediobius oviventris ingår i släktet Pediobius och familjen finglanssteklar.
Artens utbredningsområde är Slovakien. Inga underarter finns listade i Catalogue of Life.